# Messmikroskop
Ein Messmikroskop ist eine Erweiterung konventioneller Lichtmikroskope um eine Zielvorrichtung (z. B. Skala oder Fadenkreuz im Okular) und eine Positioniervorrichtung mit Wegmesssystem (beispielsweise x-y-Tisch). Es wurde 1768 vom Astronomen und Physiker Michel Ferdinand d’Albert d’Ailly entwickelt und wird heute auch als Messgerät zur Bestimmung und Prüfung geometrischer Maße durch Videoprojektion bzw. Bilderfassung an technischen Produkten. Es ist zur Messung von Längen, Radien, Durchmessern und Winkeln geeignet. Auch Gewinde, Bohrungsabstände und Öffnungsmaße können gemessen werden.

## Messprinzip
Die Messung von Abständen in einer Ebene senkrecht zur optischen Achse erfolgt
1. Durch Anvisieren eines Punktes auf der Oberfläche ebener Messobjekte,
2. durch anschließendes Verschieben des Messobjektes, bis ein zweiter Messpunkt unter dem Fadenkreuz liegt, und
3. Ablesen der Verschiebestrecke am Positioniersystem.

## Moderne Ausführung

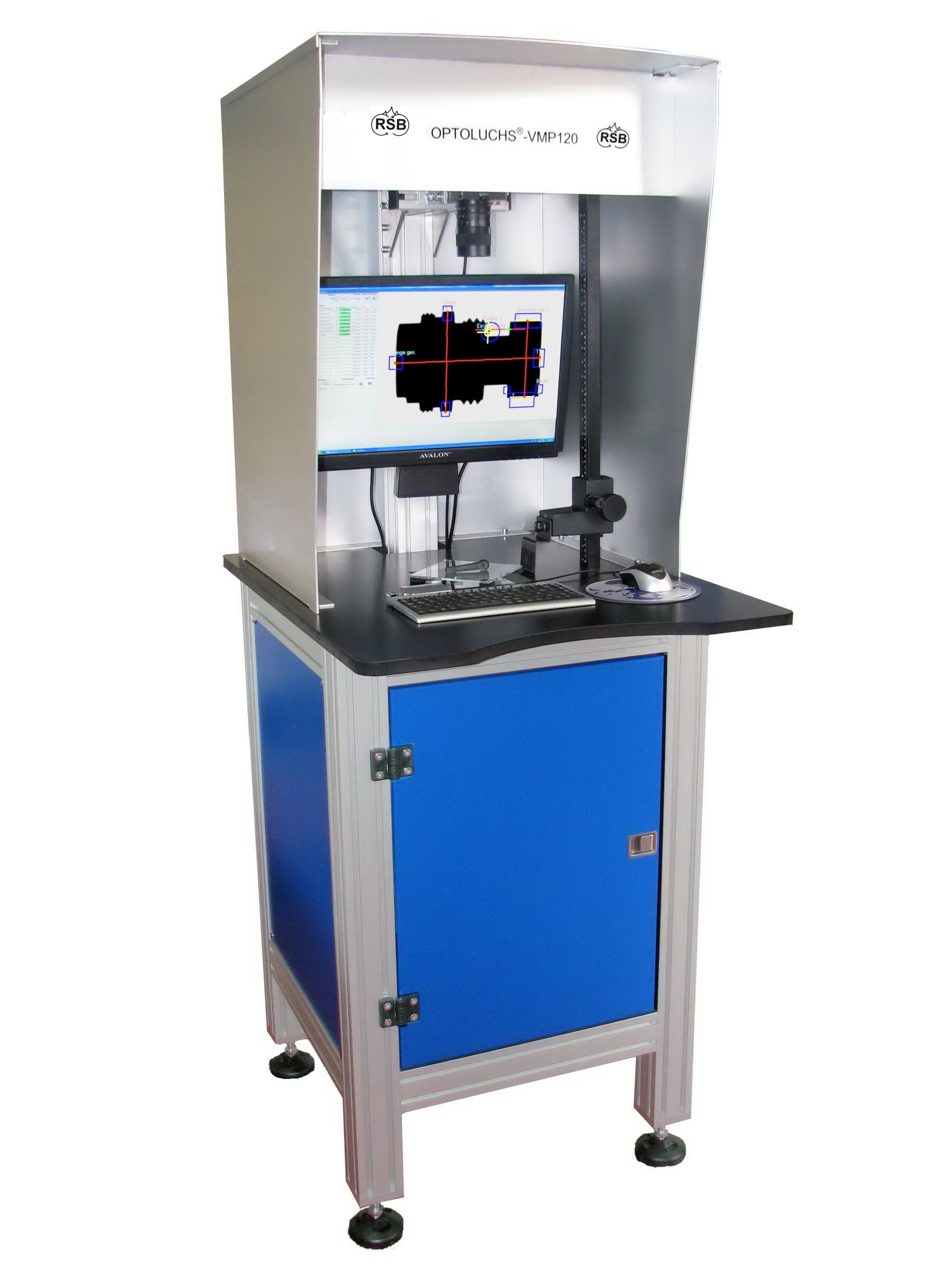
Beispiel eines Videomessprojektors

Manuelle Messmikroskope finden immer noch zahlreiche Anwendungen. Mittlerweile ist jedoch auch die Automatisierung zu sog. Bildverarbeitungsmesssystemen (auch Videomessprojektor genannt) möglich. Im Prinzip wird dabei das Auge des Bedieners durch einen opto-elektronischen Bildwandler (z. B. CCD oder CMOS) ersetzt und die manuelle Anvisierung der Messpunkte durch automatische Kantendetektion. Ein Videomessprojektor besteht prinzipiell aus einem industriellen Bildverarbeitungssystem mit einer Kamera, optischen Bauteilen, Monitor, eine Bildauswertungssoftware, Beleuchtung und eine Stativmechanik. Durch automatisiertes Auslesen der Koordinaten des Positioniersystems und anschließende Datenfusion im Messrechner sind heute selbsttätig ablaufende Messvorgänge programmierbar.
Ein Videomessprojektor eignet sich zur Ausführung von Messaufgaben aus der Fertigungskontrolle oder Wareneingangsprüfung.
Zum Vermessen von Längen, Radien, Durchmessern und Winkeln erfasst eine digitale Messkamera mit einem Bildaufnehmer von einigen Megapixeln bei Durchlicht- oder Auflichtbeleuchtung ein Bild von dem zu vermessenden Produkt und zeigt es an einem Bildschirm an. Ein hochwertiges Messobjektiv mit fester Brennweite und invariantem Abbildungsverhalten bildet das Schattenprofil des Produkts auf den Sensor der Kamera ab. Der Bediener setzt manuell mit einem Cursor die Messbereiche. In diesen Bereichen wird anschließend softwaremäßig nach der genauen Lage der Messkanten gesucht und das Maß wird nach einer vorgewählten Messvorschrift errechnet. Messvorschriften sind z. B. Längen-, Radius-, Durchmesser- oder Winkelmessung.
Je nach gewählter Messvorschrift errechnet der Prozessor das Istmaß und vergleicht es mit dem Sollmaß unter Berücksichtigung von Toleranzeingaben.
Die Messgenauigkeit solcher Systeme hängt von der Größe der zu vermessenden Objekte und der Auflösung der verwendeten Kamera ab.
Nachteilig an dem Verfahren ist, dass sich in einer Aufspannung nur die Maße abnehmen lassen, die in der Silhouette erkennbar sind.